# Amal Al Khedairy
Amal Al Khedairy (àrab: أمل الخضيري, Amal al-Ḫaḍayrī) (1928) és una acadèmica iraquiana, conferenciant, erudita, historiadora de l'art i fundadora i directora del centre cultural Al Beit Al Iraqi (‘La casa iraquiana’) a Bagdad. L'objectiu del centre és, principalment, reviure l'artesania iraquiana i trobar-hi noves vies, així com celebrar concerts i conferències, sent l'única institució d'aquest tipus a Bagdad que ho va fer durant la dècada del 1990. Va ser l'únic centre privat de l'Iraq centrat en l'artesania i el patrimoni iraquians a Bagdad des de mitjans de la dècada del 1980 i fins a la caiguda de Bagdad el 9 d'abril de 2003.

## Biografia
Amal Al Khedairy va néixer a Damasc (Síria francesa), l'any 1928, d'una mare siriana i un conegut pare iraquià, Yasseen Al Khedairy, la família del qual té profundes arrels a l'Iraq des del segle xv. La família del seu pare està vinculada a la tribu Xàmmar, que es va originar a Najd, a la península Aràbiga. Més tard es van instal·lar al barri antic de Bagdad (prop de la mesquita Gailani, al districte de Bab Al Sheikh), on el seu pare construiria una casa que el 1988 es convertiria en Al Beit Al Iraqi d'Amal, que va ser destruïda en un bombardeig per les forces estatunidenques el 4 d'abril de 2003, durant la invasió de l'Iraq de 2003.
Va estudiar a la Universitat de Londres, a la dècada del 1950, i també a Lausana, Suïssa.
Parla amb fluïdesa l'àrab, l'anglès i l'francès i pot mantenir converses en turc i castellà. Al Khedairy ha estat professora tant a la Universitat de Bagdad, a la Facultat d'Arquitectura, com al Women's College.
Al Khedairy té un fill, Munir El-Kadi (nascut el 1970) i resideix entre Amman, a Jordània, i Bagdad.